# Ángeles (Brión)
Ángeles (llamada oficialmente Santa María dos Ánxeles) es una parroquia española del municipio de Brión, en la provincia de La Coruña, Galicia. 

## Topónimo
Antiguamente se llamaba Perros, pero se cambió el nombre porque resultaba malsonante.[cita requerida]

## Entidades de población
Entidades de población que forman parte de la parroquia:
- Adoufe
- Alqueidón
- Buio
- Cabanas
- Cabo[4] (O Cabo)
- Estrar
- Gontade
- Gosende
- Guisande
- Guitiande
- Gundín
- Lago
- O Outeiro
- O Rial
- O Tremo
- Perros
- Piñeiro
- Sanín
- Soigrexa
- Souto
- Vilanova

## Suprimido
Entidad de población suprimida que formaba parte de la parroquia:
- Monte Devesa

## Demografía
| Gráfica de evolución demográfica de Ángeles entre 2000 y 2018 |
|                                                               |
| Datos según el nomenclátor publicado por el INE.              |